# Cotinga noir
Lipaugus ater
Espèce
Statut de conservation UICN

 LC  : Préoccupation mineure
Le Cotinga noir (Lipaugus ater) est une espèce d'oiseaux de la famille des Cotingidae.
Cet oiseau vit dans la Serra do Mar au Brésil.